# Simona Binková
Simona Binková (* 20. srpna 1957, Praha) je česká historička specializovaná na iberoamerikanistiku, je zaměstnána jako odborná asistentka ve Středisku ibero-amerických studií (SIAS) FF UK a zároveň se věnuje překladatelské činnosti. Je vedoucí redaktorkou ročenky Ibero-Americana Pragensia. Její otec byl akademický malíř Jiří Binko.

## Život
Na Filozofické fakultě UK v Praze vystudovala v letech 1977–1983 hispanistiku, bohemistiku a luso-brazilianistiku. Zároveň pracovala jako pomocná síla ve Středisku ibero-amerických studií, kde je nyní od roku 1991 zaměstnána. Středem jejího vědeckého zájmu jsou koloniální dějiny Latinské Ameriky, dále historie Portugalska, Španělska a Brazílie a vztahy těchto zemí s Českými zeměmi v době 17. a 18. století.

## Publikace
- 77 zajímavostí z Mexika. Praha : Albatros, 1988. 287 s. (s J. Opatrným)
- Portugalsko (řada Stručná historie států). Praha : Libri, 2004. 144 s. ISBN 80-7277-217-1.
- Čas zámořských objevů. Praha : Triton, 2008. 256 s. ISBN 978-80-7387-030-0.